# Parabellum (banda colombiana)
Parabellum (1983-1991) fue una banda de metal colombiana, originaria de la ciudad de Medellín.
Fue formada a finales del año 1983. Influenciada por diferentes géneros del metal, fue producto de una nueva corriente en la escena subterránea de la ciudad, emergida concretamente en la mítica batalla de las bandas de 1985 en la plaza de toros La Macarena, surgida de una escena que hasta ese entonces estaba orientada a imitar grupos de heavy metal. Parabellum ―junto a Reencarnación, Nekromantie Danger (banda) y otras agrupaciones―, representaron un quiebre respecto a esos grupos. Con estas bandas se crea por primera vez un sonido oscuro (Naciente en Europa),  desarraigado y definitivamente propio en el escenario colombiano.
Cabe mencionar que esta banda es considerada una de las bandas que dieron pauta al black metal en Latinoamérica, junto con otras más de la misma época. Así como también fueron inspiración para Mayhem una de las bandas insignia, más legendarias y polémicas del black metal europeo, según afirma Kjetil Manheim Ex-Baterista de esta banda.

## Discografía
- Rehearsal (Demo, Independiente, 1984)
- Sacrilegio (EP, Discos Fuentes, 1987)
- Mutación por radiación (EP, Sonolux, 1988)
- Tempus Mortis (Compilation, Blasfemia, 2005)

## Miembros
- Ramón Reinaldo Restrepo (Voz)
- Carlos Mario Pérez Ramírez "La Bruja" (Guitarra eléctrica)
- John Jairo Martínez (Guitarra eléctrica) R.I.P. 1998
- Tomás Cipriano Álvarez (Batería)

## Datos adicionales
- El logo de PARABELLUM era escrito en sentido contrario, esto se conoce como "Escritura especular" o "Escritura en espejo".